# Sirènes (téléfilm, 2003)
Pour les articles homonymes, voir Sirène (homonymie) et Mermaid.
Pour plus de détails, voir Fiche technique et Distribution.
Sirènes (Mermaids) est un téléfilm américain réalisé par Ian Barry (en), diffusé en 2003.

## Synopsis
Trois sirènes unissent leurs forces pour tenter de retrouver les assassins de leur père. Diana, l'aînée, ne se remet pas de la disparition de son père, assassiné. Elle cherche à retrouver les criminels responsables de sa mort (2 pêcheurs). Diana demande à ses deux sœurs, June et Venus, qui vivent désormais sur la terre ferme, de l'aider. Toutes les trois tentent l'impossible pour démasquer les coupables et se font justice elles-mêmes. Une mission risquée, surtout pour Diana, qui a toujours évolué dans un univers aquatique...

## Fiche technique
- Titre : Sirènes
- Titre original : Mermaids
- Réalisation : Ian Barry (en)
- Scénario : Brent V. Friedman, Daniel Cerone et Rebecca Swanson
- Musique : Roger Mason
- Photographie : John Stokes
- Montage : Neil Thumpston
- Décors : Stewart Burnside
- Production : Ian Barry, Martin Brown, Michele Brustin et Timothy O. Johnson
- Société de production : Viacom Productions (en)
- Pays de production :  États-Unis
- Format : couleur — 35 mm — 1,85:1 — Dolby Digital
- Genre : action, fantastique
- Durée : 84 minutes
- Date de diffusion : 15 novembre 2003 (Canada, États-Unis)

## Distribution
- Sarah Laine : June
- Nikita Ager : Venus
- Erika Heynatz (en) : Diana
- Daniel Frederiksen (en) : Randy
- Sean Taylor : Mallick
- Jason Chong : Carlo
- Genevieve Lemon : Betty
- Brittany Byrnes : Tess
- Holly Brisley : Betty jeune
- Kim Knuckey : Earl
- Mitch Deans : le triton
- Tony Nixon : Daryl
- Lara Cox : Cynthia
- Sally McKenzie : Georgia
- Gyton Grantley : Tim

## Autour du film
- Le tournage s'est déroulé aux studios Warner Bros. d'Oxenford, en Australie.

- Lors de sa première diffusion sur PAX TV, le téléfilm a attiré 1,3 million de téléspectateurs[1].